# PC Play
PC Play je hrvatski mjesečni časopis namijenjen promoviranju računalnih igara, multimedije i hardvera ciljanoj publici na području Hrvatske i bivših zemalja Jugoslavije. Časopis je osim po samom nazivu poznat i po sloganima "Lock'n'Load" i "Magazine for the Next Level Generation". PC Play je pod okriljem matične izdavačke kuće VIDI. 
Nulti (pilot) broj izdan je u siječnju 1998. godine. Naslovnu stranu ovog novog časopisa krasila je Lara Croft iz tada popularne igre Tomb Raider II. Na prijelazu iz 7. u 8. mjesec 2007. godine PC Play je imao priliku proslaviti svoj jubilarni 100. broj, s kojim je časopis prvi u ovom dijelu Europe izašao s dva dual-layer DVD medija. Osim toga, jubilarni, 100. broj organizirao je i veliku nagradnu igru nazvanu "100 mu nagrada!", u kojoj su čitatelji, osmišljavajući naziv maskote časopisa, imali priliku osvojiti stotinu vrijednih nagrada. Trenutačni urednik časopisa je Igor Sečen.

## PC Play, novo poglavlje gejmerskog novinarstva
PC Play je nakon izdanja nultog pilot broja, stavljen kao projekt na čekanju, uglavnom radi nedostatka ljudi koji bi iznijeli takav projekt i opreme na kojoj bi se radilo. Nakon nekog vremena izdavač upošljava Silvana Bucića, bivšeg urednika Hackera, da organizira recenzente, sastavi koncept i pomogne pri grafičkom oblikovanju prvog broja. Nakon par brojeva PC Play dobiva konkretnu formu i stalni sadržaj te kvalitetan recenzentski tim (Igor Sečen, Goran Zec, Ante Vrdelja i dr.). PC Play u vrlo kratkom vremenu postaje jedan od omiljenih časopisa "gejmerske" populacije, što se vidi u stalnom povećanju naklade i povećanju broja stranica s čim je u jednom trenutku PC Play postao gamerski časopis s najvećim brojem stranica. Također časopis uvodi mnoge novine koje do tada nisu postojale kod konkurentskog Hackera, poput pisanja u žargonu i korištenja slenga, koncepta jakih naslovnica s temom koja nosi cijeli broj časopisa, izvještavanja s velikih gejmerskih sajmova (Electronic Entertainment Expo), nagradnih igara, posterima, dodavanja CD-a s demoigrama, organiziranje prvog mrežnog turnira za široke mase na Zagrebačkom velesajmu i drugh sadržaja. PC Play je definitivno utjecao na postavljanje visoke letvice kvalitete koju je tadašnji konkurent Hacker jedva uspio slijediti, da bi ipak nakon nekog vremena uhvatio korak. 2001 godine urednik Silvano Bucić napušta časopis, a njegov nasljednik Igor Sečen preuzima uređivanje PC Playa.
Mnogi od tadašnjih recenzenata i dan danas rade kao urednici ili recenzenti u različitim časopisima i portalima.

## Vanjske poveznice
- Službena web stranica časopisa PC Play